# Erechtia pulchella
Erechtia pulchella är en insektsart som beskrevs av Goding. Erechtia pulchella ingår i släktet Erechtia och familjen hornstritar. Inga underarter finns listade i Catalogue of Life.